# Брезє-при-Ракі
Брезє-при-Ракі (словен. Brezje pri Raki) — поселення в общині Кршко, Споднєпосавський регіон, Словенія.

## Географія
Висота над рівнем моря: 200,1 м.

### Клімат
| Клімат Брезє-при-Ракі   | Клімат Брезє-при-Ракі | Клімат Брезє-при-Ракі | Клімат Брезє-при-Ракі | Клімат Брезє-при-Ракі | Клімат Брезє-при-Ракі | Клімат Брезє-при-Ракі | Клімат Брезє-при-Ракі | Клімат Брезє-при-Ракі | Клімат Брезє-при-Ракі | Клімат Брезє-при-Ракі | Клімат Брезє-при-Ракі | Клімат Брезє-при-Ракі | Клімат Брезє-при-Ракі |
| Показник                | Січ.                  | Лют.                  | Бер.                  | Квіт.                 | Трав.                 | Черв.                 | Лип.                  | Серп.                 | Вер.                  | Жовт.                 | Лист.                 | Груд.                 | Рік                   |
| Середній максимум, °C   | 2,8                   | 5,8                   | 11,1                  | 16,3                  | 20,9                  | 24,0                  | 26,2                  | 25,2                  | 21,3                  | 15,5                  | 9,2                   | 4,1                   | 15,2                  |
| Середня температура, °C | 0,2                   | 2,9                   | 7,1                   | 11,7                  | 16,1                  | 19,2                  | 21,2                  | 20,4                  | 16,9                  | 11,7                  | 6,3                   | 1,8                   | 11,3                  |
| Середній мінімум, °C    | −2                    | 0,3                   | 3,7                   | 7,8                   | 11,8                  | 14,9                  | 16,6                  | 16,2                  | 13,0                  | 8,5                   | 3,8                   | −0,3                  | 7,9                   |
| Днів з опадами          | 7                     | 7                     | 8                     | 9                     | 10                    | 11                    | 8                     | 8                     | 7                     | 7                     | 8                     | 8                     | 98                    |
| ----------------------- | --------------------- | --------------------- | --------------------- | --------------------- | --------------------- | --------------------- | --------------------- | --------------------- | --------------------- | --------------------- | --------------------- | --------------------- | --------------------- |
| Джерело: www.yr.no      |                       |                       |                       |                       |                       |                       |                       |                       |                       |                       |                       |                       |                       |